# Comitê para a Transição e a Restauração das Instituições
O Comitê para a Transição e a Restauração das Instituições (em francês:  Comité pour la transition et la restauration des institutions, CTRI) é a junta militar governante do Gabão, que chegou ao poder em 30 de agosto de 2023 como resultado de um golpe militar após a anulação dos resultados das eleições gerais realizadas quatro dias antes.

## Histórico
Um grupo dos seus membros declarou na madrugada do dia 30 de agosto que o regime do Presidente Ali Bongo Ondimba tinha terminado. Entre eles estavam coronéis do exército e membros da Guarda Republicana Gabonesa. Anunciaram também a dissolução das instituições estatais, incluindo "o governo, o Senado, a Assembleia Nacional, o Tribunal Constitucional, o Conselho Econômico, Social e Ambiental e o Centro Eleitoral do Gabão"  e o encerramento das fronteiras do Gabão até novo aviso. O presidente Ali Bongo e seu filho Noureddin Bongo Valentin foram presos.
O general Brice Oligui, antigo apoiante do presidente, ajudou a organizar o golpe militar e foi empossado chefe de Estado provisório. 